# Echo (Film)
Echo ist ein deutscher Spielfilm unter der Regie von Mareike Wegener aus dem Jahr 2022. Der Film feierte am 14. Februar 2022 auf der Berlinale seine Weltpremiere in der Sektion Perspektive Deutsches Kino.

## Handlung
Die Polizistin Saskia Harder soll nach ihrem traumatischen Einsatz als Polizeiausbilderin in Afghanistan, wo sie ein Bombenattentat überlebt hat, zur Wiedereingliederung nun ihren ersten Fall übernehmen. Dabei geht es um die Klärung der Identität einer Mädchenleiche im Moor des fiktiven Ortes Friedland. Zur selben Zeit stößt man im beschaulichen Dorf im Graben des örtlichen Wasserschlosses auf einen Blindgänger aus dem Zweiten Weltkrieg. Die Bombe könnte noch scharf sein, und die meisten Friedländer haben nun andere Sorgen als Harders Ermittlungen.
Die brutale Zeit des Nationalsozialismus in Friedland dringt wie ein Echo in die Gegenwart ein und führt zu einer Konfrontation der Polizistin mit eigenen Schuldgefühlen aus der Vergangenheit. Sie war nicht in der Lage, andere Leben zu retten.
Das Kriegstrauma der Polizistin wird mehrmals durch nur für sie sichtbaren violetten Rauch dargestellt, die Farbe der seinerzeit explodierten Nebelgranaten. Sie hat kurze geistige Aussetzer und sogar Ohnmachtsanfälle, die keine für andere Personen erkennbare Ursache haben.
Die Ermittlungen führen zu dem Verdacht, dass es sich bei der Moorleiche um die seit einigen Jahren vermisste Tochter eines in der Nähe wohnenden Ehepaares handelt. Der Vater reagiert einigermaßen rational, während die Mutter den Gedanken völlig ablehnt, die Tote könnte die kleine Tochter sein. Sie bewahrt sogar seit Jahren ein Paar Schuhe des Kindes auf, damit das Mädchen nach der Rückkehr nicht barfuß gehen muss. Die Schuhe wären inzwischen längst zu klein.
Die Bombe hat einen Verzögerungszünder und ist nicht mit den üblichen Methoden zu räumen. Sie soll gesprengt werden, was umfangreiche Evakuierungen erfordert und die Arbeit der Polizistin behindert.
Schließlich übernimmt ein archäologisches Team die Moorleiche. Es heißt, der Körper sei Jahrtausende alt, und hier läge kein aktueller Mordfall vor. Die Polizistin reagiert auf diese Kompetenzverschiebung sehr ungehalten und teilweise irrational. „Mord verjährt nicht.“
Im Film wird vorerst nicht abschließend geklärt, ob es sich tatsächlich um eine uralte Moorleiche oder um einen einige Jahre alten Mordfall handelt. Die Handlung endet mit dem Countdown zum Beginn der Bombenräumung.
In der letzten Einstellung ist noch einmal das Moor zu sehen, und vom oberen Rand ragen nackte Beine ins Bild hinein.

## Metaphorik
Das moderne Märchen verbildlicht die Redensart Wie man in den Wald hineinruft, so schallt es heraus in der griechischen Nymphe Echo und thematisiert Erinnerung und Trauma.

## Produktion

### Filmstab
Regie führte Mareike Wegener, die auch für Drehbuch und Schnitt verantwortlich war. Echo ist Wegeners erster Spielfilm. Die Kameraführung lag in den Händen von Sabine Panossian. Die Musik komponierte Thom Kubli und wurde von der WDR Big Band eingespielt.
In wichtigen Rollen sind Valery Tscheplanowa (Saskia Harder, Kommissarin), Ursula Werner (Edith Telaar, Moormeisterin) und Andreas Döhler (Alfons Tenhagen) zu sehen.

### Produktion und Förderungen
Die Dreharbeiten fanden im Februar und März 2021 in Köln und Umgebung statt.
Produziert wurde der Film von Hannes Lang und Mareike Wegener im Rahmen ihrer gemeinsamen Produktionskooperative PETROLIO. Der Film entstand in Koproduktion mit dem Westdeutschen Rundfunk Köln. Förderer waren das Kuratorium junger deutscher Film, Die Beauftragte der Bundesregierung für Kultur und Medien, der Deutsche Filmförderfonds (DFFF) und die Film- und Medienstiftung NRW.

### Dreharbeiten und Veröffentlichung
Der Film feierte am 14. Februar 2022 auf der Berlinale seine Weltpremiere in der Sektion Perspektive Deutsches Kino. Der Verleih liegt in den Händen der Grandfilm GmbH. Der Kinostart in Deutschland war am 24. November 2022.

### Referenzen
Das Gemälde Les Oréades des Malers William-Adolphe Bouguereau findet sich nicht nur auf dem deutschen Filmplakat wieder, sondern hängt auch im Kuriositätenkabinett des Schlosses im Film. Das Gemälde zeigt zahlreiche nackte Nymphen, die gen Himmel aufsteigen, und verweist auf die Echo (Mythologie), in der die griechische Göttin Hera die Nymphe Echo ihrer Sprache beraubt und ihr nur die Fähigkeit lässt, die letzten an sie gerichteten Worte zu wiederholen.

## Rezeption

### Kritiken
„Mal ein ganz anderer Provinz-Krimi – außergewöhnlich, anregend und lakonisch-lustig! „Echo“ schlägt gänzlich unverkrampft einen sehr großen historischen Bogen und gehört damit zu den Entdeckungen der Sektion Perspektive Deutsches Kino auf der Berlinale 2022.“

„In ihrem Spielfilmdebüt untergräbt Mareike Wegener schwarzhumorig der Deutschen liebstes Genre: den Provinzkrimi. (...) In streng komponierten Bildern, in denen sich zwar einzelne Personen bewegen, die Kulisse aber stets statisch bleibt, erzählt Wegener von Traumata und Vergangenheitsbewältigung, zieht subtil Verbindungen vom Zweiten Weltkrieg zu kriegerischen Einsätzen in Afghanistan. Dabei verwebt sie geschickt und im lakonisch-satirischen Ton Motive der deutschen Geschichte und Kultur und flicht mit der titelgebenden Bergnymphe Echo auch noch die griechische Mythologie ein.“

„„Echo“ ist kein angestrengter Film. In präzise komponierten Bildern, die im Normalformat 4:3 gefilmt sind, in dem früher jeder TV-Krimi gefilmt war, spielt Mareike Wegener mit Motiven des liebsten deutschen Genres. Doch im Gegensatz zum Standard-Tatort steht hier nicht die Lösung eines Falles im Mittelpunkt: Immer mehr gerät die Frage, wer die Moorleiche denn nun ist, in den Hintergrund, wird „Echo“ zu einem ironischen Porträt deutscher Befindlichkeiten.“

„Skurrilität ist in „Echo“ aber nicht Selbstzweck, sondern bestimmt den Erzählton dieses leicht anarchischen Werks, das die Balance zwischen lakonischem Humor und ernsten Themen halten kann. (...) Diese konsequente und für deutsche Verhältnisse erstaunlich leichtfüßige Komödie reflektiert darüber, dass sich angestaute Gefühle wie Schuld und Angst nicht ewig vertuschen lassen, und schafft eine Brücke zwischen Krieg und Frieden, Vergangenheit und Gegenwart.“

„Einer der bemerkenswertesten Filme in der diesjährigen Perspektive.“

### Auszeichnungen und Nominierungen
Internationale Filmfestspiele Berlin 2022
- Nominierung für den GWFF Preis Bester Erstlingsfilm[10]

Grimme-Preis 2025
- Nominierung an Sabine Panossian für die Bildgestaltung in der Kategorie Fiktion Spezial[11]